# Al McDonough
James Allison „Al“ McDonough (* 6. Juni 1950 in Hamilton, Ontario) ist ein ehemaliger kanadischer Eishockeyspieler, der im Verlauf seiner aktiven Karriere zwischen 1967 und 1978 unter anderem 245 Spiele für die Los Angeles Kings, Pittsburgh Penguins, Atlanta Flames und Detroit Red Wings in der National Hockey League (NHL) sowie 208 weitere Partien für die Cleveland Crusaders und Minnesota Fighting Saints in der World Hockey Association (WHA) auf der Position des rechten Flügelstürmers bestritten hat. Seinen größten Karriereerfolg feierte McDonough, der im Jahr 1974 am NHL All-Star Game teilnahm, jedoch in Diensten der Springfield Kings mit dem Gewinn des Calder Cups der American Hockey League (AHL) im Jahr 1971.

## Karriere
McDonough verbrachte seine Juniorenzeit zwischen 1967 und 1970 bei den St. Catharines Black Hawks in der Ontario Hockey Association (OHA). Dort steigerte sich der Stürmer kontinuierlich und erreichte in seinem dritten und letzten Jahr, in dem er Mannschaftskapitän der Black Hawks war und in einer Sturmreihe mit Marcel Dionne auflief, 103 Scorerpunkte, sodass er sich am Ende der Saison 1969/70 im First All-Star Team der Liga wiederfand. Er schloss seine Juniorenkarriere mit 194 Punkte in 187 Einsätzen ab. Folglich wurde er im NHL Amateur Draft 1970 in der zweiten Runde an 24. Position von den Los Angeles Kings aus der National Hockey League (NHL) ausgewählt.
Die Kings holten den Offensivspieler zu Beginn der Saison 1970/71 in den Profibereich, setzten ihn jedoch zunächst in ihrem Farmteam, den Springfield Kings, in der American Hockey League (AHL) ein. Am Saisonende gewann McDonough mit Springfield den Calder Cup, die Meisterschaftstrophäe der AHL, nachdem sie die Providence Reds in der Finalserie mit 4:0 geschlagen hatten. Zudem kam der Rookie im Verlauf der Spielzeit zu seinem NHL-Debüt, als er in sechs Einsätzen für Los Angeles im Januar und Februar 1971 dreimal punktete. Zum Beginn der Saison 1971/72 war er Stammspieler des NHL-Aufgebots, wurde aber nach 31 Einsätzen im Januar 1972 zu den Pittsburgh Penguins transferiert. Diese gaben dafür Bob Woytowich an die Kalifornier ab. Für die Penguins erwies sich McDonough in der Spielzeit 1972/73 als Glücksgriff. In einer Sturmreihe mit Syl Apps junior und Lowell MacDonald erzielte der Angreifer 35 Tore und war an insgesamt 76 Toren direkt beteiligt. Auch in das folgende Spieljahr startete er mit 36 Punkten in 37 Einsätzen erfolgreich, ehe er im Januar 1974 im Tausch für Chuck Arnason und Bob Paradise an die Atlanta Flames abgegeben wurde. Dort beendete er die Saison 1973/74. Zuvor hatte er die Flames jedoch im NHL All-Star Game vertreten.
Anschließend kehrte der 24-Jährige der NHL den Rücken und unterzeichnete stattdessen einen Vertrag bei den Cleveland Crusaders, die in der zu dieser Zeit mit der NHL konkurrierenden World Hockey Association (WHA) spielten. McDonough verbrachte zwei Spielzeiten bei den Crusaders. Dabei knackte er ein weiteres Mal in seiner Karriere die Marke von 30 Toren. Ab der Spielzeit 1976/77 war der Kanadier für die Minnesota Fighting Saints aktiv, nachdem das Franchise in der Sommerpause umgesiedelt worden war. Die finanziell in Schieflage geratenen Fighting Saints stellten den Spielbetrieb jedoch im Sommer 1977 ein, woraufhin McDonough zum Free Agent wurde. Er trat im restlichen Verlauf der Saison aber nicht mehr in Erscheinung. In der NHL hielten weiterhin die Atlanta Flames seine Transferrechte, die sie im August 1977 an die Detroit Red Wings abgaben. Bei den Red Wings startete der Angreifer die Saison 1977/78, ehe er zum Farmteam Kansas City Red Wings in die Central Hockey League (CHL) abgegeben wurde. In deren Kader beendete er die Saison und anschließend auch kurz vor seinem 28. Geburtstag seine Karriere als Aktiver.

## Erfolge und Auszeichnungen
- 1970 OHA First All-Star Team
- 1971 Calder-Cup-Gewinn mit den Springfield Kings
- 1974 Teilnahme am NHL All-Star Game

## Karrierestatistik
(Legende zur Spielerstatistik: Sp oder GP = absolvierte Spiele; T oder G = erzielte Tore; V oder A = erzielte Assists; Pkt oder Pts = erzielte Scorerpunkte; SM oder PIM = erhaltene Strafminuten; +/− = Plus/Minus-Bilanz; PP = erzielte Überzahltore; SH = erzielte Unterzahltore; GW = erzielte Siegtore; 1 Play-downs/Relegation; Kursiv: Statistik nicht vollständig)